# Australische Internierungslager im Ersten Weltkrieg

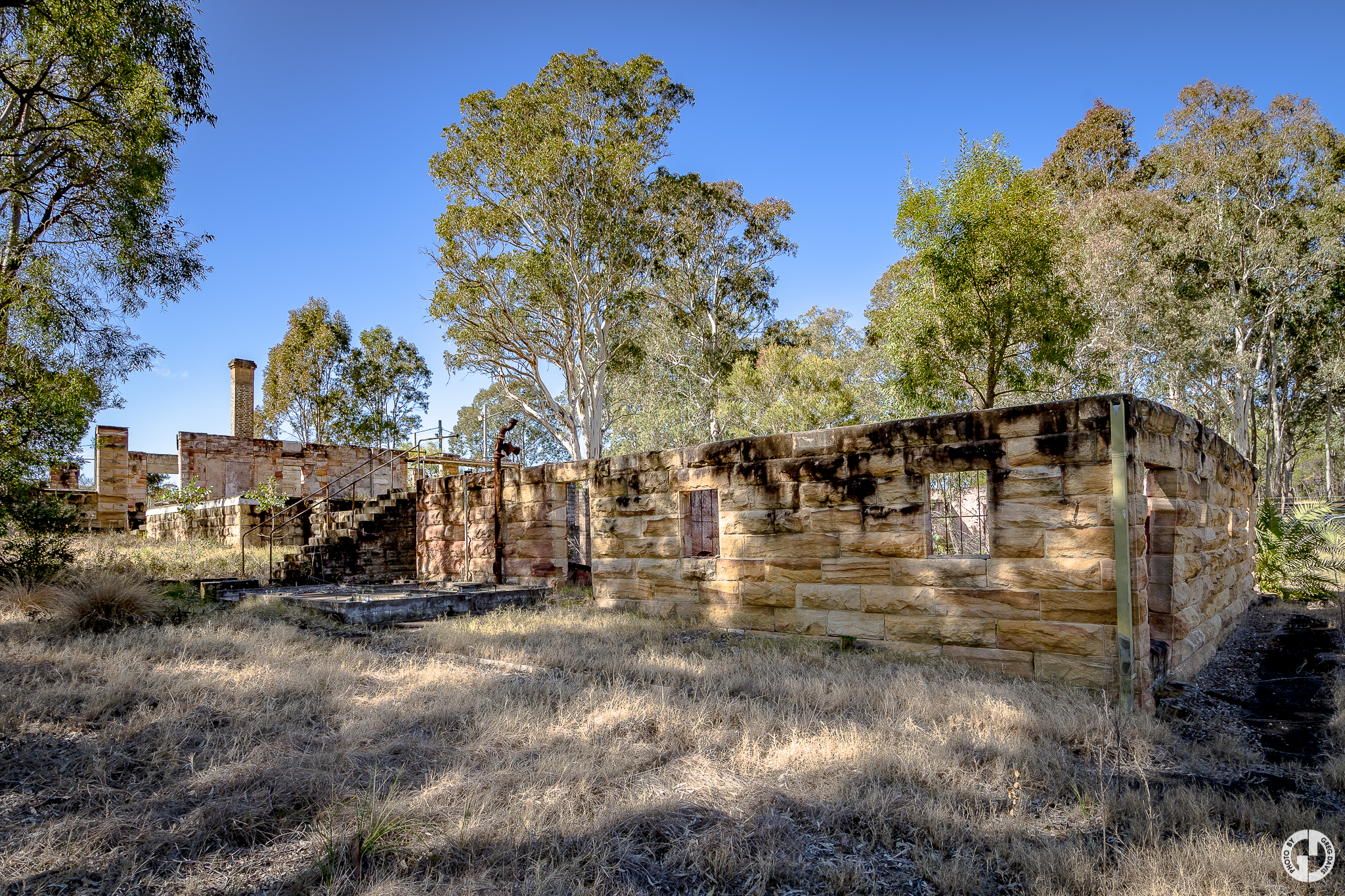
Die Sergeantenmesse im Holsworthy-Internierungslager, die 2002 durch ein Buschfeuer zerstört wurde.

In Australischen Internierungslagern im Ersten Weltkrieg (englisch internment camps bzw. german concentration camps) wurden vor allem deutsch- und österreichischstämmige Kriegsgefangene und Internierte festgehalten. Zu Beginn des Ersten Weltkriegs lebten in Australien etwa 4,5 Millionen Menschen, darunter etwa 100.000 Deutsche. Des Weiteren waren auch Japaner, Chinesen und Türken in den Lagern. Im Ersten Weltkrieg wurden 6.890 Deutsche in Australien interniert, von denen bereits etwa 4.500 sesshaft geworden waren.
Das britische Militär hatte Erfahrungen mit der Anlage von Internierungslagern, die sie bereits im Burenkrieg von 1899–1902 sammeln konnte. Als im Jahr 1914 der Erste Weltkrieg begann, entschloss sich die australische Bundesregierung Internierungslager in allen australischen Bundesstaaten aufzubauen.

## Gesetzliche Regelung
Die Organisation und Struktur der Internierungslager basierte im Wesentlichen auf dem britischen Royal Warrant (deutsch: königliche Urkunde) vom  August 1914. Am 29. Oktober 1914 verabschiedete das Australische Parlament den War Precautions Act, der dem Militär weitreichende Befugnisse erteilte, nicht nur Kriegsteilnehmer, sondern auch Kriegsgegner in Australien in Haft zu nehmen. Auf der Basis dieses Gesetzes erklärte die Australische Bundesregierung deutsch- und österreichstämmige Personen, Japaner, Chinesen und Türken zu enemy aliens (deutsch: innere Feinden).  Dies betraf auch Deutsche, die bereits seit Generationen in Australien lebten. Hierzu genügte bereits der Verdacht einer Illoyalität. Die britische Regierung transportierte in Übereinstimmung der australischen auch Kriegsgefangene und enemy aliens aus dem südpazifischen Raum in die australischen Internierungslager.

## Bezeichnung
Die Internierungslager in Australien wurden im Ersten Weltkrieg allgemein als Concentration Camps bezeichnet. Eine wörtliche Übersetzung ins Deutsche wirkt heute allerdings unpassend, da der Begriff irreführende Assoziationen zu den Verbrechen in den deutschen Konzentrationslagern der Zeit des Nationalsozialismus (1933–1945) hervorruft. In der neueren australischen Literatur wird die Begrifflichkeit Concentration Camps für Internierungslager nicht mehr verwendet. Im Zweiten Weltkrieg wurden die australischen Internierungslager allgemein als Internment Camps bezeichnet.

## Insassen
Zunächst wurden bei Kriegsbeginn Kriegsgefangene und internierte Personen in Australien in Militärbaracken oder -trainingslagern untergebracht. Doch es wurde bald deutlich, dass man hierfür spezielle Unterkünfte bereitstellen und weitere Internierungslager landesweit vorhalten muss. Vorhandene Gefängnisgebäude wurden bevorzugt. Bereits im Mai 1915 waren etwa 3000 deutsche Personen interniert. Deutschland hatte im Südpazifik mehrere Kolonien und deutsche Schiffe ankerten zu Kriegsbeginn noch in australischen Häfen. Die darauf befindlichen Personen wurden als enemy aliens interniert. Aber auch Kriegsgefangene sowie hauptsächlich deutsch- aber auch österreich-ungarisch-stämmige Personen, die teilweise schon seit Generationen in Australien lebten, wurden in Internierungslagern festgehalten. Bis zum Ende des Ersten Weltkriegs im Jahr 1918 war Österreich-Ungarn ein von 1867 bis 1918 bestehender Vielvölkerstaat. In diesem monarchistischen Staatsgebilde lebten deutschsprachige Österreicher mit Anderssprachigen wie beispielsweise Serben, Kroaten, Ungarn, Tschechen und Rumänen zusammen.

## Behandlung im Lager
Für Kriegsgefangene im Bundesstaat New South Wales wurden die Rules for the Custody of and Maintenance of Discipline among Prisoners of War in NSW vom August 1914 angewendet, die nicht nur für die Internierten, sondern auch für Kriegsgefangenen galten. Geregelt war darin, ein zweimaliger Anwesenheitsappell, die Weck- und Schlafenszeiten sowie die Verpflegung.
Ebenso war die Wahl eines Lagerkomitees möglich, die für die  general welfare (deutsch: Allgemeinwohl) der Internierten zuständig und dem Lagerkommandanten gegenüber reportpflichtig war.  Das Lagerkomitee konnte auch Unterkomitees für beispielsweise für die Erholung, Theater- und Musikveranstaltungen, Küchenangelegenheiten, Bildungsmaßnahmen und weitere Aspekte bilden.
Die Behandlung der Lagerinsassen war unterschiedlich, generell kann sie als liberal bezeichnet werden. Es gab drei Internierungslager (Holsworthy-, Trial-Bay-Gaol- und Berrima-Internierungslager), in denen die Insassen viele Freiheiten genossen. In anderen Lagern gab es striktere Regelungen. So gab es beispielsweise in den Lagern Trail Bay Gaol wie auch Berrima keine Umzäunung. In Berrima-Lager durften sich die Insassen im Umkreis des Lagers nicht weiter als zwei Meilen entfernen. Allerdings durften sie außerhalb Hütten für ihren Aufenthalt und zu ihrer Freizeitgestaltung bauen. Ihre Freiheiten waren allerdings eingeschränkt, die Post wurde kontrolliert und sie konnten keine anderen Lager aufsuchen und Besuche von Verwandten waren zeitlich limitiert. Die sanitären Gegebenheiten waren allerdings primitiv.
Es gab auch immer wieder Konflikte mit den Wachmannschaften, die für ihre Aufgabe meist nicht entsprechend vorbereitet und qualifiziert waren. In dem berüchtigten Torrens-Island-Internierungslager kam es im Jahr 1915 zu einem extremen Vorfall, als zwei geflohene Internierte gefasst wurden und sie auf Weisung des Lagerkommandanten, dem Hauptmann Hawkes, vor der Wachmannschaft und den Internierten mit Auspeitschen und Prügel bestrafen ließ. Daraufhin wurde dieser Vorfall untersucht und das Lager kurze Zeit danach aufgelöst.
Das Lagerleben war nicht komfortabel, teilweise waren die Lager überfüllt und die sanitären Anlagen nicht ausreichend und primitiv. Zwischen den ethnischen Gruppen und politischen Auffassungen im Lager gab es Differenzen. Hitze, Kälte, Nebel und Langeweile, Stress und ein Leben ohne Familie und ohne das gewohnte berufliche Leben führen zur sogenannten barbed wire disease (deutsch: Stacheldrahtkrankheit). Das Wachpersonal verspottete teilweise die Insassen und schoss auch auf sie. Einige Internierte versuchten zu fliehen oder nahmen sich das Leben. Viele kamen, wenn sich renitent verhielten, in Gefängnisse im Lager.

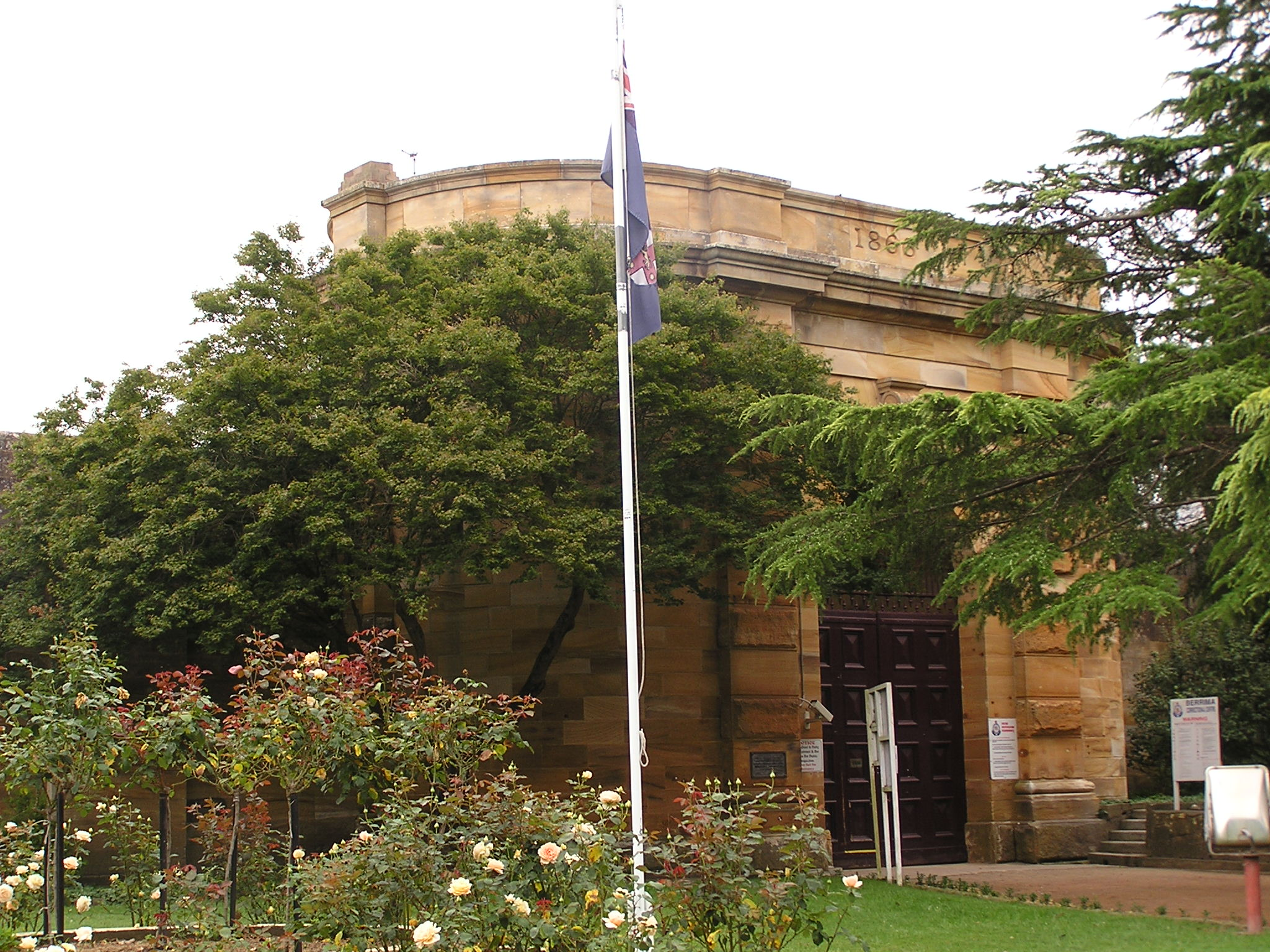
Der Eingang ins Gefängnisgebäude des Berrima-Internierungslagers
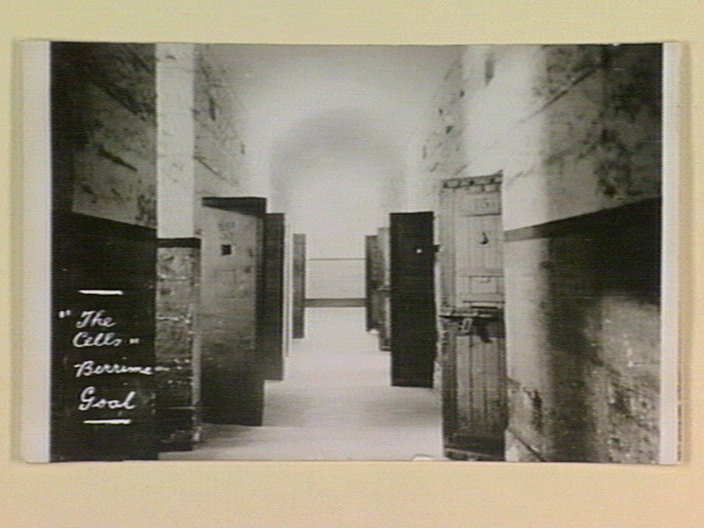
Blick in den Zellenflur des Berrima-Gefängnisses
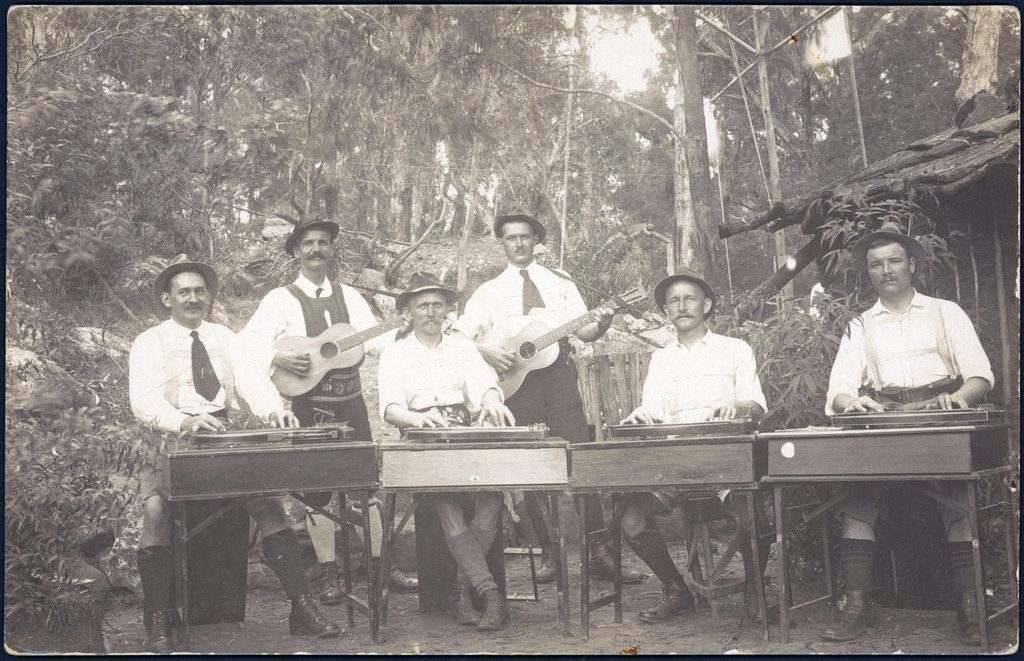
Eine Musikband im Berrima-Internierungslager, gekleidet in deutschen Trachten und Musikinstrumenten mit vier Zither- und zwei Gitarrenspielern (1916)
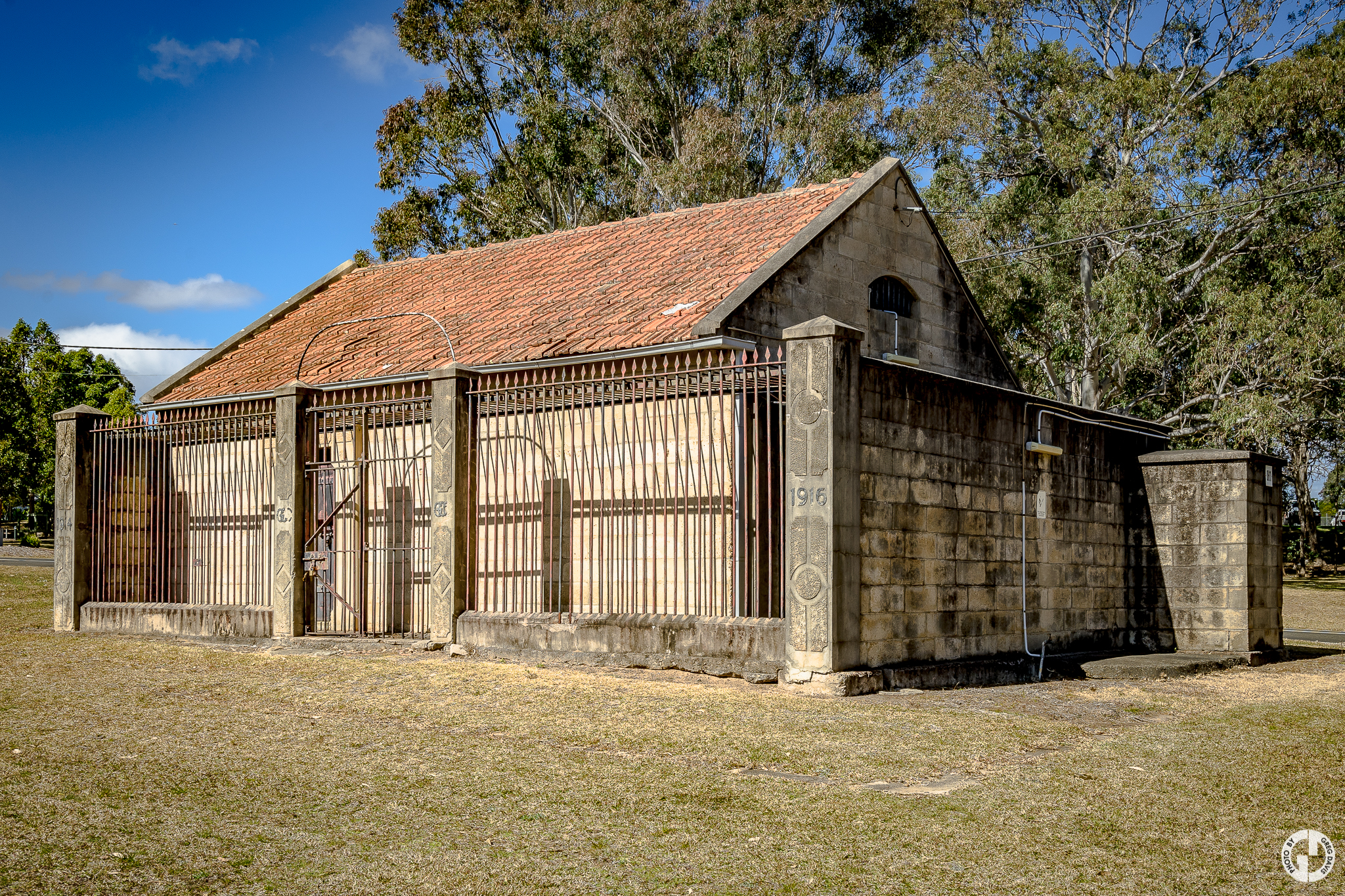
Gefängnisgebäude auf dem Gelände des Holsworthy-Internierungslagers, genannt Sing Sing
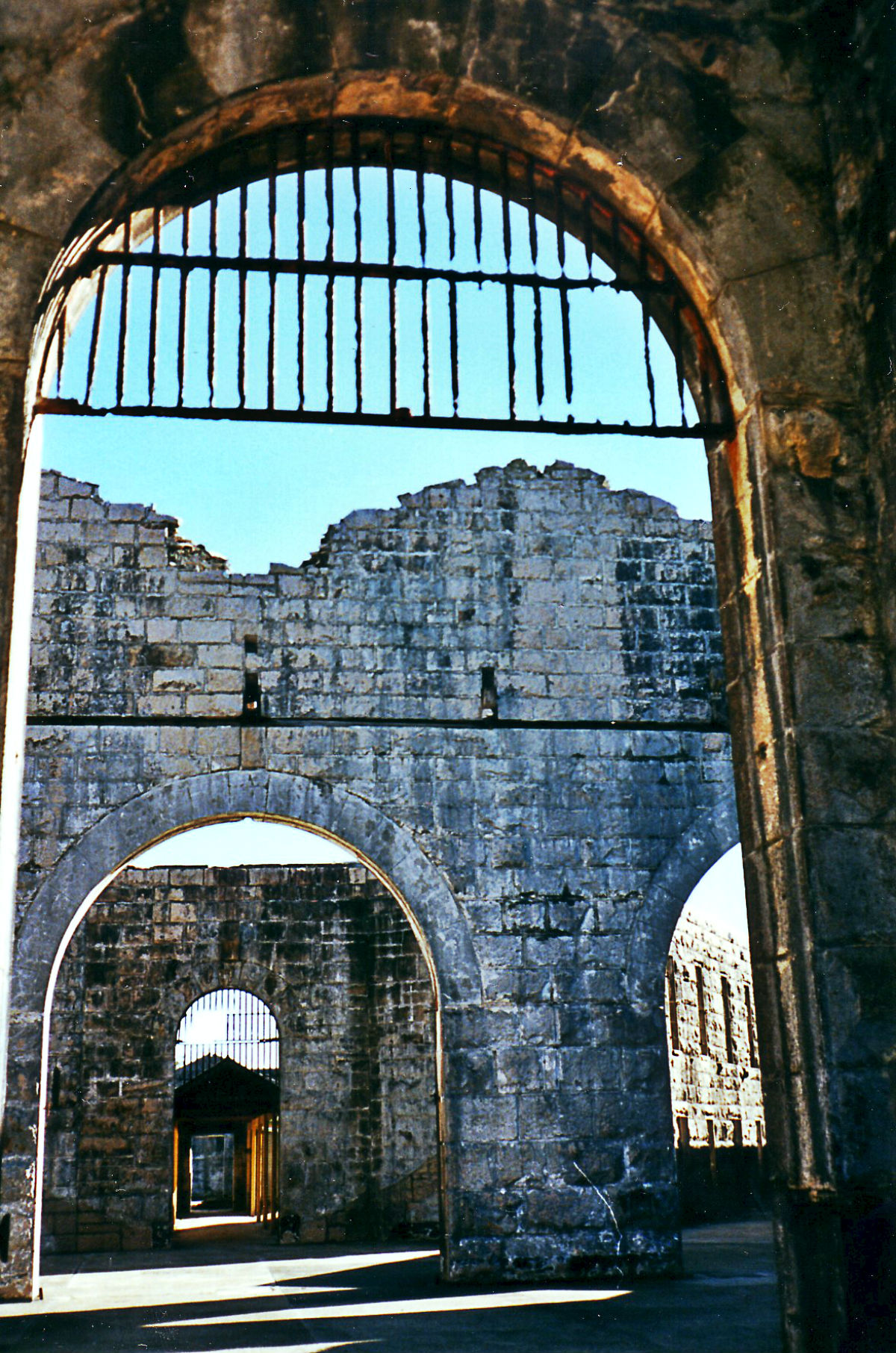
Das Innere des Essenssaals im Gefängnis bzw. Internierungslagers genannt Trial Bay Gaol
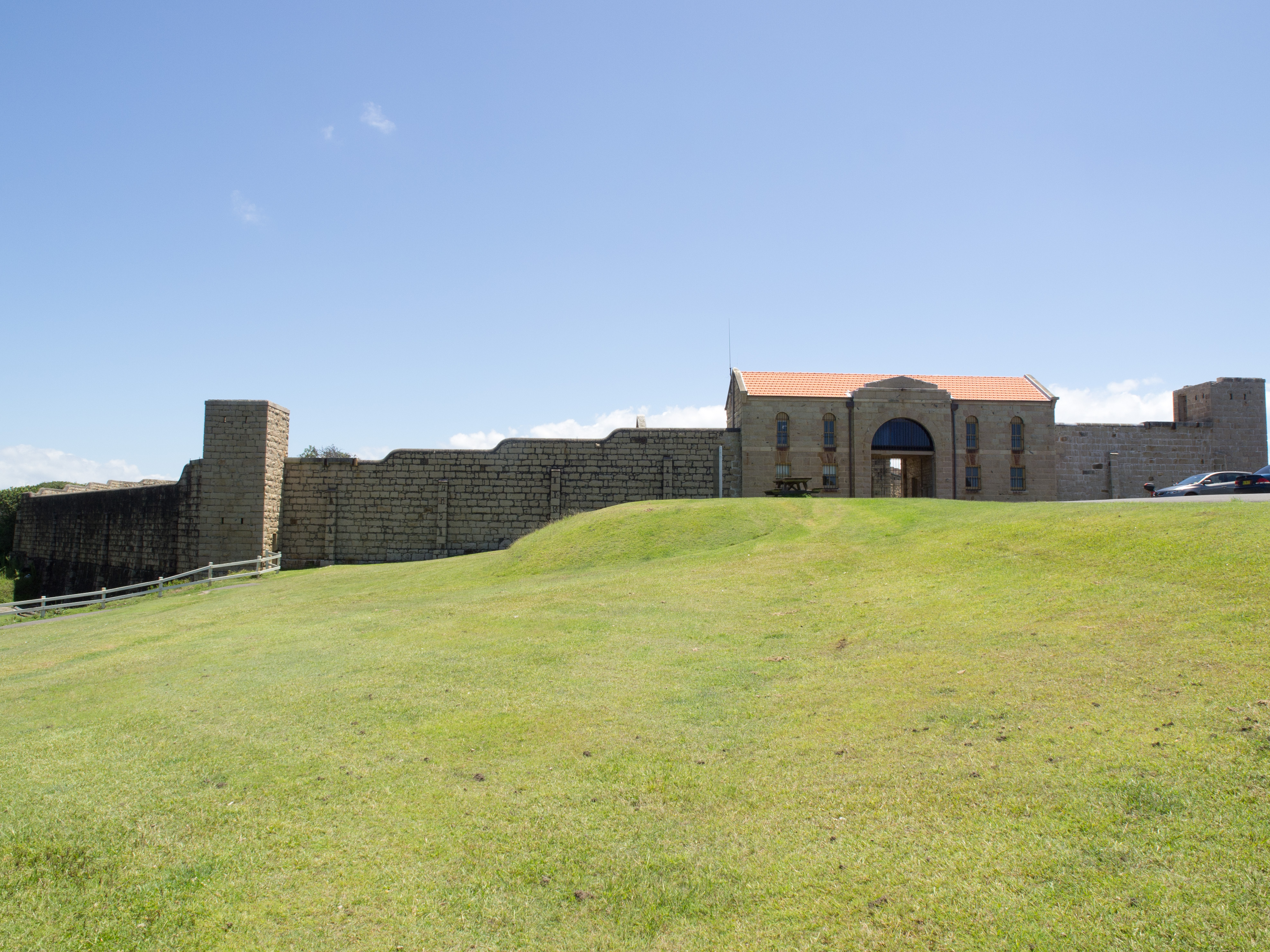
Mauer und Torhaus zum Trial Bay Gaol

## Liste der Internierungslager
Neben den weiter unten genannten Lagern gab es auch kleinere und nur temporäre Internierungslager auf Bruny Island (Tasmanien), Garden Island (Western Australia) und in Fort Largs (South Australia). Die meisten Lager befanden sich in New South Wales und das größte war das Holsworthy-Internierungslager bei Sydney.
| Australische Internierungslager im Ersten Weltkrieg | Australische Internierungslager im Ersten Weltkrieg | Australische Internierungslager im Ersten Weltkrieg | Australische Internierungslager im Ersten Weltkrieg | Australische Internierungslager im Ersten Weltkrieg | Australische Internierungslager im Ersten Weltkrieg | Australische Internierungslager im Ersten Weltkrieg | Australische Internierungslager im Ersten Weltkrieg |
| Internierungslager                                  | Ort                                                 | Bundesstaat                                         | in Betrieb                                          | geschlossen                                         | maximale Belegung                                   | Internierte nach Ländern |                                                     |
| --------------------------------------------------- | --------------------------------------------------- | --------------------------------------------------- | --------------------------------------------------- | --------------------------------------------------- | --------------------------------------------------- | --- | --------------------------------------------------- |
| Berrima-Internierungslager                          | Berrima                                             | New South Wales                                     | 1914                                                | August 1919                                         | 400                                                 | Deutsche Internierte und Marinesoldaten, darunter auch zahlreiche Gefangene des Kleinen Kreuzer Emden, der am 9. November 1914 in einem Gefecht dem Leichten Kreuzer Sydney unterlag. |                                                     |
| Bourke-Internierungslager                           | Bourke                                              | New South Wales                                     | 1914                                                | 1918                                                | unbekannt                                           | Deutsche Familien, die aus Singapur, Malaysia, Ceylon (heute Sri Lanka), Hongkong und von den Inseln im Südpazifik sowie aus umliegenden Orten des Lagers kamen. |                                                     |
| Enoggera-Internierungslager                         | Gaythome                                            | Queensland                                          | 1914                                                | August 1915                                         | 140                                                 | Schiffsoffiziere und Mannschaften von deutschen Schiffen, die bei Kriegsbeginn im Hafen von Brisbane lagen |                                                     |
| Holsworthy-Internierungslager                       | Holsworthy                                          | New South Wales                                     | 1914                                                | Mai 1920                                            | 6000                                                | Kriegsgefangene und deutsche, österreichische, italienische und japanische Internierte |                                                     |
| Langwarrin-Internierungslager                       | Langwarrin                                          | Victoria                                            | 1914                                                | 1915                                                | 940                                                 | Deutsche, Österreicher und Türken |                                                     |
| Molonglo-Internierungslager                         | Molonglo                                            | Australian Capital Territory                        | 1918                                                | 1919                                                |                                                     | Das Lager war für 5000 deutsche und österreichische Familien mit Kindern aus China und Ostafrika vorbereitet. Es wurde jedoch lediglich als Durchgangslager ins Bourke-Internierungslager genutzt.                                                                                               |                                                     |
| Rottnest-Island-Internierungslager                  | Rottnest Island                                     | Western Australia                                   | 1914                                                | 1914                                                | 1000                                                | Internierte Deutsche und Österreicher und Kriegsgefangene. Viele der internierten Österreicher entstammten slawischen Volksgruppen. |                                                     |
| Torrens-Island-Internierungslager                   | Torrens Island                                      | South Australia                                     | 1914                                                | Mai 1915                                            | 400                                                 | Deutsche internierte Männer |                                                     |
| Trail-Bay-Gaol-Internierungslager                   | South West Rocks                                    | New South Wales                                     | 1914                                                | 1918                                                | 580                                                 | Militäroffiziere und Deutsche sowie Österreichischer, die einen sozial oder militärisch hohen Status hatten. Die naturalisierten Deutschen in Australien lebten teilweise bereits seit Generationen dort. Viele der Internierten kamen auch aus dem pazifischen Raum, aus China und Südostasien. |                                                     |